# Lennart Reimers
Knut Lennart Reimers, född 31 mars 1928, död 24 mars 2009, var en svensk musikdirektör, musikolog, musik- och bokförläggare.
Efter musiklärarexamen vid Kungliga Musikhögskolan 1950 avlade Reimers organist- och kantorsexamina 1956 samt disputerade för filosofie doktorsexamen 1983. Han var pedagogisk handledare vid Musikhögskolan 1959–1962, föreläsare i musikhistoria samt musik och samhälle där 1976–1988, docent i musikvetenskap från 1984 och professor i musikpedagogik 1989–1993.
Reimers var redaktör för tidskriften Musikkultur 1959–1971, förlagschef och VD på Nordiska Musikförlaget 1962–1971, på Universal Edition i Wien 1971–1975 och på det egna förlaget Edition Reimers från 1975. Han var ordförande i Fylkingen 1976–1978, i EMS 1991–1994.
Reimers invaldes som ledamot nr 745 av Kungliga Musikaliska Akademien den 25 februari 1971.
Lennart Reimers var gift med Gerd Reimers.